# Norman Angell
Sir Ralph Norman Angell (26. prosince 1872 Holbeach, Lincolnshire – 7. října 1967) byl anglický pedagog, novinář, autor a poslanec parlamentu Spojeného království za Labouristickou stranu. V roce 1931 byl pasován na rytíře a v roce 1933 získal Nobelovu cenu za mír.